# Villa Mangiacane
Villa Mangiacane è una tenuta situata vicino alla città di San Casciano in Val di Pesa, in Toscana. La proprietà del XV secolo fu costruita dalla famiglia Machiavelli e il progetto architettonico da taluni attribuito a Michelangelo Buonarroti, con sviluppi successivi.

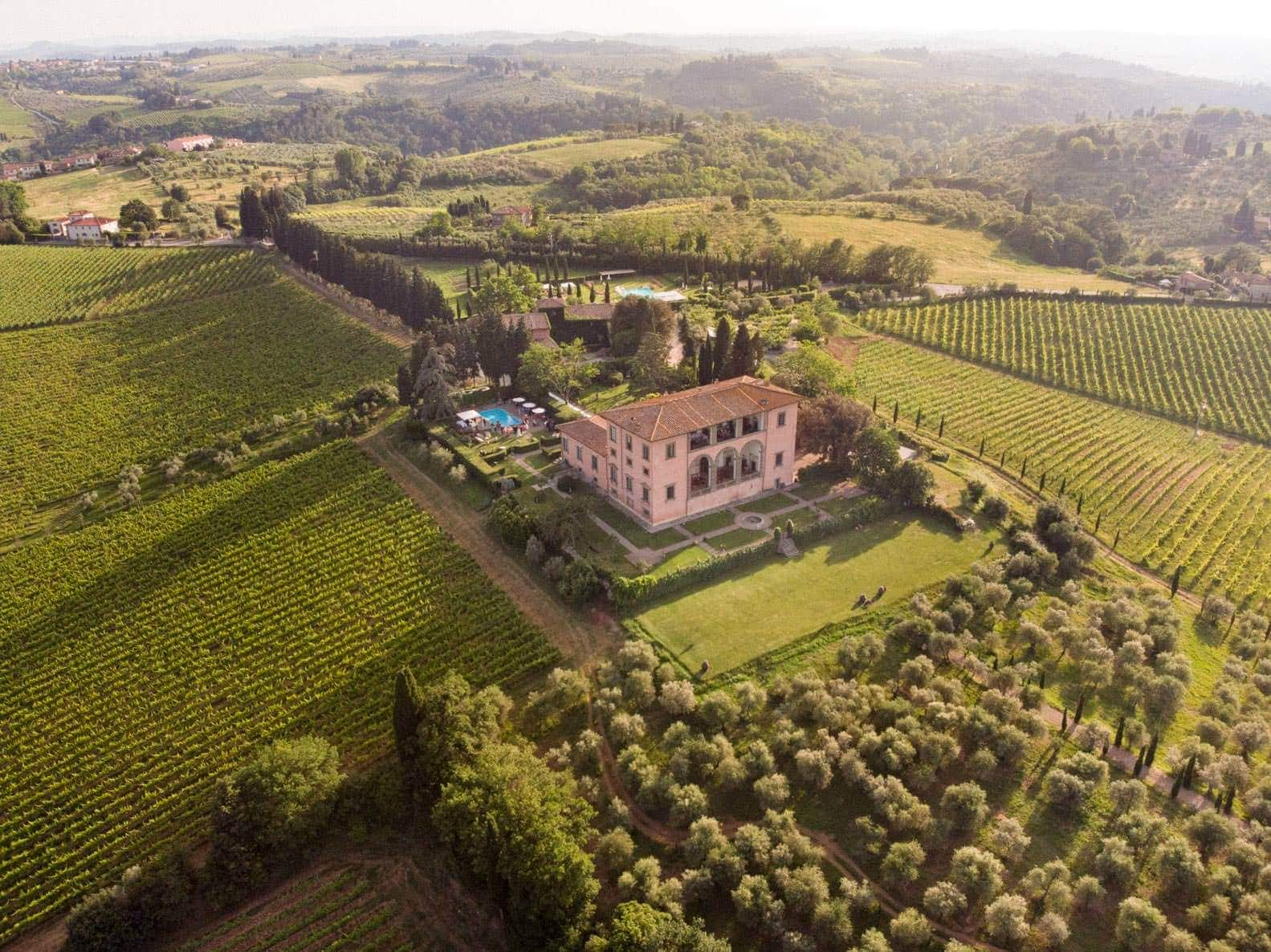
La tenuta

## Storia
La villa era un antico possesso dei Machiavelli, il cui stemma appare nella chiave di volta dell'arco centrale del loggiato. Niccolò Machiavelli visse nella tenuta con la moglie, Marietta Corsini, i loro quattro figli e due figlie, dopo essere stato accusato (e scagionato) di congiura a Firenze. Le sue lettere e altri scritti di quel periodo descrivono i vigneti, gli oliveti e gli alloggi della tenuta. Significative modifiche furono apportate alla villa durante la metà del XVI secolo e le caratteristiche aggiunte in questo periodo testimoniano un'alleanza coniugale tra le famiglie Machiavelli e Strozzi. Ristoro Machiavelli (1507-1553) infatti sposò Maria Strozzi nel 1542 e Benedetto Machiavelli (1506-1575) sposò Lucrezia Strozzi nel 1553. Non è chiaro quale dei due fratelli commissionò i lavori di ristrutturazione alla villa, ma i documenti mostrano che nel 1557 Benedetto Machiavelli era in debito con Piero da Bernardino, un muratore di San Casciano, per i lavori eseguiti presso la proprietà, il che può indicare che fosse il principale responsabile. A questo periodo è stato incorporato anche uno stemma Machiavelli-Strozzi combinato in alcune caratteristiche della villa. Quest'ultima è visibile sulla chiave di volta dell'arco centrale del pianterreno. 
La famiglia Machiavelli continuò ad acquistare altre grandi proprietà e ville a Sant'Andrea, tra cui la masseria Macinaia antistante la villa nel 1575. Filippo Machiavelli commissionò l'architetto Giorgio Vasari il Giovane (1562-1625) per progettare una nuova aggiunta alla villa con un'ala a specchio. Vasari era il nipote dello stimato pittore, architetto e storico dell'arte Giorgio Vasari (1511-1527). Vasari progettò anche una seconda fase aggiungendo un'ala non realizzata. Inserì questa pianta nella sua opera pubblicata, La città ideale del Cavalier Giorgio Vasari nel 1598. La pianta originale è conservata nel GDSU. Dal 1614 al 1618 Filippo Machiavelli continuò ad ampliare e consolidare la proprietà. Dopo la sua morte, avvenuta nel 1624, i suoi beni, tra cui la tenuta Mangiacane, furono lasciati in eredità ai figli. La proprietà della tenuta Mangiacane da parte della famiglia Machiavelli terminò infine nel 1646 quando fu venduta dal cardinale Francesco Maria Machiavelli (Patriarca latino di Costantinopoli) al senatore Mazzeo Mazzei. La villa è rimasta per molto tempo nella famiglia Mazzei tanto che nella cartografia attuale è ancora indicata come villa Mazzei.
Sotto la guida dell'architetto fiorentino Gianclaudio Papasogli Tacca e del decoratore d'interni internazionale Ralf Krall, il nuovo proprietario ha commissionato un progetto di restauro.

## Descrizione
Villa Mangiacane si trova 12 km a sud di Firenze, nel villaggio di Sant'Andrea in Percussina, nel cuore del Chianti Classico, la famosa regione vinicola italiana in Toscana. La tenuta si estende da San Casciano in Val di Pesa a Greve in Chianti. 
Si caratterizza, sul lato che guarda Firenze, per la presenza di un loggiato a tre archi a tutto sesto decorato da pietre bugnate mentre al piano superiore il loggiato è architravato.